# 橡膠小園主發展局
大馬橡膠業小園主發展局（RISDA）是馬來西亞鄉村發展部 (KPLB) 下屬的聯邦法定機構，於 1973 年 1 月 1 日在議會批准的授權下成立。
馬來西亞政府認為製定新的政策和戰略來推動小農部門發展非常重要，並在此基礎上成立了大馬橡膠業小園主發展局（RISDA）。
橡膠業小園主發展局（RISDA）負責小農部門進展的所有方面。這包括通過充分利用橡膠種植和加工方面的研究成果和技術進步來實現小農現代化，並進一步與MARDEC合作，為小農建立高效的營銷體系。但非常重要的是根據今天的條件為小農部門灌輸新的態度和現代概念。

## 組織結構
馬來西亞橡膠小園主發展局的組織結構為:
- 大馬橡膠小園主發展局主席: 拿督斯里莫哈末沙林
  - 前任橡膠小園主發展局主席: 主席拿督扎西迪

- 總幹事: YBhg Datuk Abdullah Bin Zainal
  - 發展總幹事: Ali Sabuddin Bin Abd. Samad

- 資訊總監（CIO）: Hj. Sopian Bin Abu Bakar